# Rolando García Jiménez
Rolando Moisés García Jiménez (Santiago, Chile, 15 de diciembre de 1943) es un exfutbolista y entrenador chileno. Jugó de defensa lateral derecho.

## Trayectoria
Nació en Santiago. Comenzó jugando en el Unión Uruguay y Estrella de Quinta Normal. Fue contratado por Ferrobadminton donde estuvo 4 años, desde 1964 a 1967.
En 1968 a 1973 defendió a Deportes Concepción. En 1974 y 1975 en Colo-Colo, para volver en 1976 a Deportes Concepción.
Como entrenador dirigió a Deportes Concepción, Deportes Valdivia, Unión San Felipe, Unión La Calera, Deportes Antofagasta, Deportes Lozapenco, Ñublense, Huachipato, Deportes Ovalle, Cobresal, Deportes Arica, Deportes Linares.
Consiguió el ascenso a Primera División con Deportes Valdivia en 1987, Unión San Felipe en 1988 y Huachipato en 1994.

## Selección nacional
Fue internacional con la Selección de Chile entre los años 1971 y 1975. En su registro se contabilizan 24 partidos jugados, incluyendo tres partidos en la Copa Mundial de 1974 en Alemania.

### Participaciones en Copas del Mundo
| Mundial              | Sede     | Resultado    |
| -------------------- | -------- | ------------ |
| Copa Mundial de 1974 | Alemania | Primera Fase |

## Clubes

### Como jugador
| Club                | País  | Año       |
| ------------------- | ----- | --------- |
| Ferrobádminton      | Chile | 1964-1967 |
| Deportes Concepción | Chile | 1968-1973 |
| Colo-Colo           | Chile | 1974-1975 |
| Deportes Concepción | Chile | 1976-1980 |

### Como entrenador
| Club                 | País  | Año       |
| -------------------- | ----- | --------- |
| Deportes Concepción  | Chile | 1983      |
| Deportes Concepción  | Chile | 1985      |
| Unión La Calera      | Chile | 1986      |
| Deportes Valdivia    | Chile | 1987-1988 |
| Unión San Felipe     | Chile | 1988      |
| Deportes Antofagasta | Chile | 1989      |
| Deportes Lozapenco   | Chile | 1990      |
| Ñublense             | Chile | 1991      |
| Deportivo Valdivia   | Chile | 1992      |
| Huachipato           | Chile | 1992-1995 |
| Deportes Linares     | Chile | 1995      |
| Ñublense             | Chile | 1996      |
| Deportes Ovalle      | Chile | 1996      |
| Cobresal             | Chile | 1997      |
| Deportes Arica       | Chile | 1998      |
| Deportes Linares     | Chile | 1999-2001 |

## Palmarés

### Campeonatos nacionales
| Título     | Club           | País  | Año  |
| ---------- | -------------- | ----- | ---- |
| Primera B  | Ferrobádminton | Chile | 1965 |
| Copa Chile | Colo-Colo      | Chile | 1974 |